# James W. Nye
James W. Nye (DeRuyter, 1815. június 10. – White Plains, 1876. december 25.) az Amerikai Egyesült Államok szenátora (Nevada, 1864–1873).